# Франц Иосиф II
Франц Иосиф II (16 августа 1906[…], замок Фрауэнталь — 13 ноября 1989[…], Грабс, Санкт-Галлен) — 14-й князь Лихтенштейна, правил с 1938 по 1989 год.

## Биография

### Происхождение и юность
Родился в семье лихтенштейнского принца Алоиза и австрийской эрцгерцогини Елизаветы Амалии — дочери эрцгерцога Карла Людвига. Австрийский император Франц Иосиф был его крестным отцом. Отец Франца Иосифа, принц Алоиз, будучи старшим в линии наследования престола, отказался от своих прав в пользу сына.
Принц провел детство в австрийских и моравских поместьях, в частности, с 1911 по 1914 год он жил в Гросс-Уллерсдорфе. Здесь он увлеченно наблюдал за природой, что впоследствии сказалось на его спокойном характере и отстраненности от политических интриг. В 1925 году Франц Иосиф окончил гимназию Шёттен в Вене. Его любимыми предметами были математика, естествознание и греческий язык. Из-за своей склонности к изучению природы Франц Иосиф продолжил образование в Сельскохозяйственном Университете Вены. Окончив его в 1929 году, будущий князь перебрался в семейные владения в Чехословакии, управление которыми было поручено ему после смерти Иоганна II, так как его отец Алоиз отказался от права наследования титула в пользу сына, 26 февраля 1923 года.
Молодой принц любил спорт, а в особенности лыжи, альпинизм и плавание. Кроме того, он много путешествовал по Европе. Однако после принятия княжеского титула Франц Иосиф отказался от путешествий и с тех пор до самой смерти не покидал пределов Лихтенштейна.

### Правление
30 марта 1938 года престолонаследник был назначен регентом при смертельно больном престарелом князе Франце I, который вскоре, 25 июля, скончался, вследствие чего Франц Иосиф занял княжеский престол. Оммаж состоялся 30 марта 1939 года.
Во время Второй мировой войны призывал нацию к нейтралитету и внутренней сплочённости. Известно, что княжеская семья скупала имущество евреев, погибших при Холокосте, вследствие сотрудничества с нацистами после окончания войны попала под действие декретов Бенеша и потеряла свою недвижимость на территории Чехословакии. В конце войны Лихтенштейн дал прибежище коллаборационистам из 1-й Русской национальной армии генерала Смысловского. После войны провёл ряд реформ, направленных на модернизацию жизни страны. В частности, в 1984 году женщины получили право голоса на выборах. Франц Иосиф был первым в истории страны правителем, постоянно проживавшим на её территории.
В 1984 году назначил старшего сына Ханса Адама своим постоянным представителем и регентом Лихтенштейна и фактически отошёл от государственной деятельности.

### Смерть
Франц Иосиф II умер спустя месяц после смерти супруги в ноябре 1989 года.

## Брак и дети
7 марта 1943 года в Вадуце состоялась свадьба Франца Иосифа II и Георгины фон Вильчек.
У них родилось 5 детей:
- Ханс-Адам II (род. 14 февраля 1945)
- Филипп Лихтенштейнский (род. 19 августа 1946), женат на Изабель де л'Арбра де Маландер (р. 1949), трое сыновей:
  - Александр Лихтенштейнский (род. 19 мая 1972, Базель). Гражданский брак в Вадуце 24 января 2003 года и религиозный брак в Зальцбурге того же года, на мисс Астрид Барбара Коль (13 сентября 1968, Регенсбург), дочери Теодора Коля и его жены Ингрид Шлехта. У них была одна дочь:
    - Теодора Александра Изабелла Антония Нора Мари из Лихтенштейна (род. 20 ноября 2004, Шен-Бужери, Женева, Швейцария), основательница проекта дикой природы Green Teen Team.

  - Венцеслав Лихтенштейнский (род. 12 мая 1974, Уккел). С 2003 по 2006 год он встречался с моделью Адрианой Лимой.
  - Рудольф Фердинанд Лихтенштейнский (род. 7 сентября 1975, Уккел). Женился в Стамбуле 20 апреля 2012 года на мисс Тылсым Танберк, дочери Ольгуна Танберка и его жены Мелек Кампулат.
    - Аля Нур Фэй (29 сентября 2014 — 13 декабря 2015)
    - Летиция (род. 21 июля 2016).
    - Карл Людвиг (род. 21 июля 2016). Близнец принцессы Летиции.
- Николаус Лихтенштейнский (род. 24 октября 1947), женат на Маргарите Люксембургской:
  - Леопольд Лихтенштейнский (род. и ум. 20 мая 1984, Брюссель).
  - Мария-Анунциата Лихтенштейнская (род. 12 мая 1985,  Уккел).
  - Мария-Астрид Лихтенштейнская (род. 26 июня 1987, Уккел).
  - Йозеф-Эмануэль  Лихтенштейнский (род.  7 мая 1989 , Уккел).
- Нора Лихтенштейнская (род. 31 октября 1950), вдова дона Винсента Сарториуса и Кабеса де Вака, 4-й маркиза де Марино (1931—2002), одна дочь:
  - Мария Тереза Сарториус и де Лихтенштейн (род. 21 ноября 1992)
- Франц Иосиф Венцеслав (19 ноября 1962 — 28 февраля 1991), умер в возрасте 28 лет, женат не был, детей не было.